# Jaguar XJ-S
Jaguar XJ-S är en sportbil, tillverkad av den brittiska biltillverkaren Jaguar mellan 1975 och 1996.

## Jaguar XJ-S
Jaguars nya coupé hade en helt annorlunda karaktär än företrädaren E-type, mer gran turismo än sportbil. Med en stor, bränsleslukande V12:a som enda motoralternativ presenterades den mitt i sjuttiotalets energikris. Förutom Jaguar var det endast Ferrari och Lamborghini som höll fast vid motortypen. 1981 reviderades motorn med lägre bensinförbrukning som främsta mål. Modellen gick igenom en rejäl uppfräschning 1991 och kallades därefter XJS (utan bindestreck). 1993 förstorades V12:an till sex liter.

### AJ6
Jaguar arbetade med en ny sexcylindrig motor till den nya XJ-generationen XJ40. Men motorn presenterades först i den öppna XJ-SC 1983. Först ett par år senare kunde man få sexan i den täckta bilen. I samband med moderniseringen 1991  förstorades motorn till fyra liter.

### XJ-SC
Under slutet av sextiotalet, när Jaguar arbetade med att ta fram XJ-S, gick de amerikanska myndigheterna hårt fram med biltillverkarna och ställde krav på bättre säkerhet och avgasrening. Den öppna bilen spåddes en snar död. Därför planerades aldrig någon öppen version av XJ-S. Men i början av åttiotalet hade tiderna förändrats och kunderna efterfrågade öppna bilar igen. Men att kapa taket på en bil som inte är konstruerad för det var en svår och dyrbar uppgift för Jaguar, som led av bristande ekonomiska resurser. Istället tog man fram en strikt tvåsitsig targa-version, med ett avtagbart takstycke över framstolarna och en liten sufflett bakom targabågen. Resultatet påminde stark om Triumph Stag. XJ-SC såldes till att börja med enbart med AJ6-motorn, men en tolva tillkom senare.

### Convertible
Under hela åttiotalet erbjöd flera fristående karossmakare cabriolet-konverteringar av XJ-S. Först 1988 kunde Jaguar själva ersätta targa-versionen XJ-SC med en helt öppen version. Tidiga bilar var tvåsitsiga, men senare tillkom ett nödsäte bak.
Versioner:
| Modell | Motor                   | Cylindervolym | Effekt     | Bränsle            |
| ------ | ----------------------- | ------------- | ---------- | ------------------ |
| 5.3    | 12-cyl V-motor ohc      | 5345 cm³      | 285-295 hk | Bränsleinsprutning |
| 3.6    | 6-cyl radmotor dohc 24v | 3590 cm³      | 220 hk     | Bränsleinsprutning |
| 4.0    | 6-cyl radmotor dohc 24v | 3980 cm³      | 240 hk     | Bränsleinsprutning |
| 6.0    | 12-cyl V-motor ohc      | 5996 cm³      | 318 hk     | Bränsleinsprutning |